# Strudeltöpfe Schwarzwasserbach

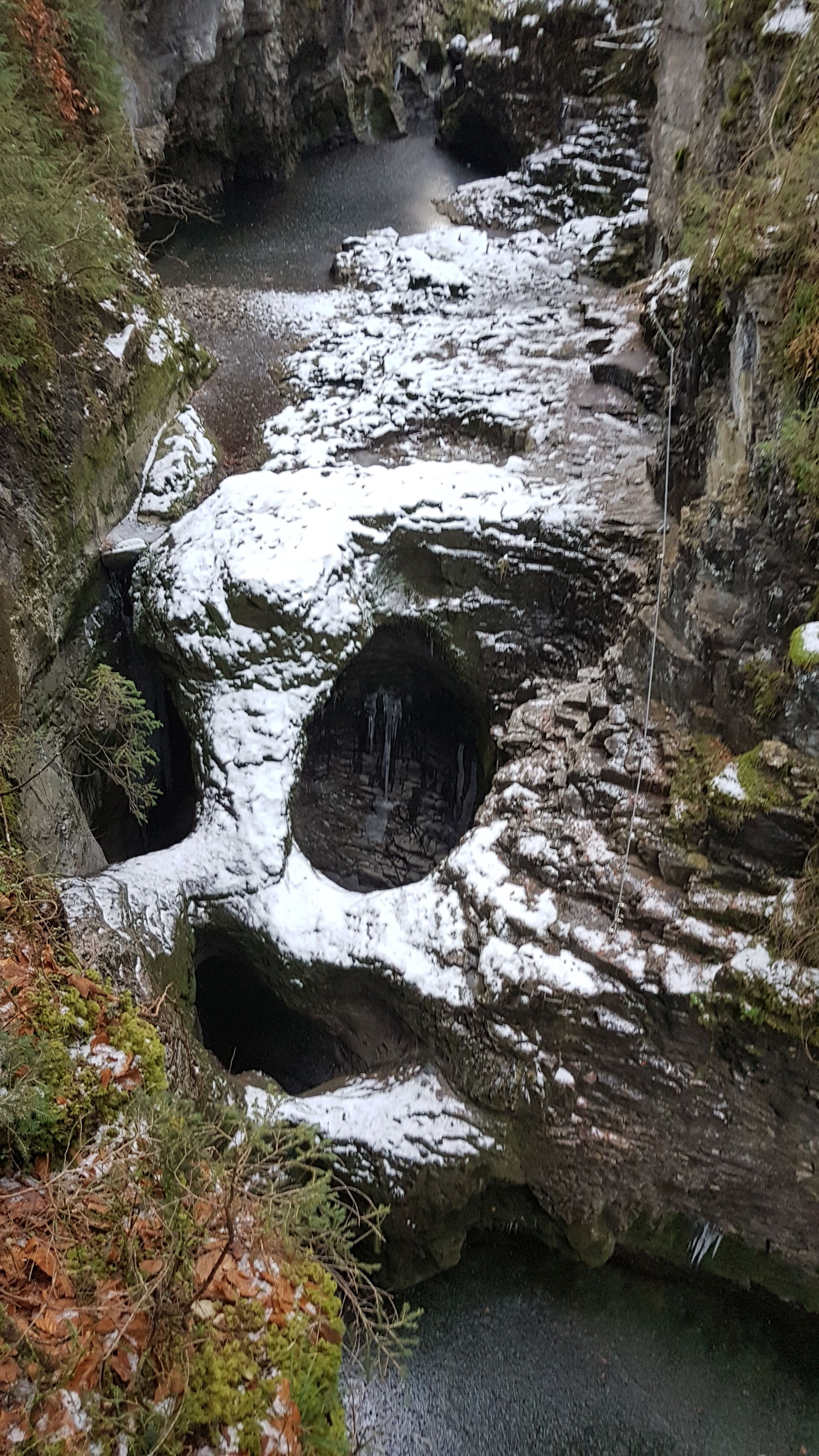
Die Strudeltöpfe im Winter 2019 bei Niedrigwasser

Das Naturdenkmal Strudeltöpfe Schwarzwasserbach  befindet sich in der Parzelle Naturbrücke in der Gemeinde  Mittelberg  im Bezirk Bregenz, Vorarlberg, Österreich.

## Entstehung und Lage
Es handelt sich bei diesen drei Strudeltöpfen um große Kolke, auch Strudellöcher genannt bzw. irrtümlich als Gletschertöpfe bzw. Gletschermühle bezeichnet. Die Form der Strudeltöpfe zeigt die Drehrichtung des Wassers beim Durchfluss an. Das Naturdenkmal entstand durch die jahrtausendelange Erosionswirkung des Schwarzwasserbachs durch die Ausweitung von bestehenden Gesteinsklüften im Schrattenkalk. Größere und kleinere Geschiebeteile werden in die Strudeltöpfe bei Hochwasser eingetragen und dort so lange gedreht, bis diese rund sind. Gleichzeitig werden durch den Abrieb die Strudeltöpfe vergrößert. 
Die Parzelle Naturbrücke und das Naturdenkmal Strudeltöpfe befinden sich auf etwa 1075 m ü. A. etwa bei Gewässerkilometer (Schwarzwasserbach)  2,20. Das Ortszentrum von Riezlern ist etwa 1200 Meter Luftlinie entfernt, die L201 (Kleinwalsertalstraße) etwa 750 Meter.
Wenige Meter oberhalb der Einmündung des Auerbachs (auch: Aubach) in den Schwarzwasserbach befindet sich das Naturdenkmal Naturbrücke am Schwarzwasserbach und bei der Kesselschwandbrücke (Straße Kesselschwand), etwa 40 Meter unterhalb der Naturbrücke, das Naturdenkmal Wasserfall Schwarzwasserbach.